# Carlos Robledo Puch
Carlos Eduardo Roblelo Puch (Buenos Aires, 22 de janeiro de 1952) é um assassino em série (serial killer) argentino da cidade de Buenos Aires, capital da Argentina, condenado por matar onze pessoas de homicídio qualificado, 1 homicídio simples, 1 tentativa de homicídio, tentativa estupro (no Brasil), violação (em Portugal), uma tentativa de sequestro, dezenas de roubos e furtos. 
Roblelo Puch odiava a sociedade argentina na época, que iniciou carreira criminosa em 1971 até ser preso em 1972. Foi apelidado de El Ángel Negro (O Anjo Negro, em espanhol) e El Ángel de la Muerte (O Anjo da Morte) pelos jornais diários nacionais, por conta da aparência do jovem criminoso.
Cometeu os crimes quando era menor de idade (na época, pelas leis argentinas, a responsabilidade dos crimes é para maiores de 20 anos).
É o segundo maior assassino em série do país no século XX, juntamente Cayetano Santos Godino, que assassinou entre 1896 a 1912, dezenas de crianças em diversas cidades argentinas em que passava.

## Infância em Olivos
Carlos Eduardo Robledo Puch, descendente de Dionisio Puch, morava na rua Borges 1856, bairro Olivos, Buenos Aires. Ele veio para a vizinhança com seus pais quando tinha dez anos. Eles estavam alugando um apartamento que ficava no primeiro andar de uma ferraria. Carlos era parecido com a mãe, de origem alemã, dona de casa. Carlos estudou piano.

## Cronologia de seus crimes
Os 11 assassinatos de Robledo Puch (os seis primeiros foram com seu cúmplice Jorge Ibáñez):
- Em 15 de março de 1971, Manuel Godoy, boate de uma pista de boliche em Olivos, foi morto a tiros, assim como o gerente local, Pedro Mastronardi, que foram mortos dormindo.
- Em 3 de maio de 1971, José Bianchi, vigia de uma casa de peças sobressalentes Vicente López, foi morto a tiros enquanto sua esposa foi baleada e estuprada no mesmo ato.
- Em 24 de maio de 1971, Juan Scattone, vigia do supermercado Casa Tia, também em Olivos, foi crivado de balas.
- Em 13 de junho de 1971, a jovem Virginia Rodríguez foi sequestrada, estuprada e morta a tiros na beira da Rodovia Pan-americana.
- Em 24 de junho de 1971, outra jovem, Ana María Dinardo, foi sequestrada do lado de fora de uma pista de boliche em Olivos, estuprada e morta a tiros no mesmo lugar que Rodríguez.
- Em 5 de agosto de 1971, Ibáñez morreu em um suposto acidente de carro que também envolveu Robledo Puch.
- Em 15 de novembro de 1971, Robledo Puch e seu novo cúmplice Héctor Somoza, assassinaram Raúl Del Bene, um guarda de um supermercado de Boulogne.
- Em 17 de novembro de 1971, Juan Rozas, guarda de uma concessionária de automóveis, foi morto a tiros.
- Em 25 de novembro de 1971, outro vigia da concessionária, Bienvenido Ferrini, foi assassinado.
- Em 3 de fevereiro de 1972, Manuel Acevedo foi baleado em uma loja de ferragens e, após uma briga, Robledo Puch matou seu cúmplice Somoza com duas balas. Mais tarde, Puch queimou suas impressões digitais e seu rosto com um maçarico para que não pudessem identificá-lo. Nesse mesmo dia, a Polícia prendeu o múltiplo assassino de 20 anos que permaneceu preso desde então, exceto pelas 64 horas em que esteve foragido após fugir da prisão de Olmos em 1973 e ser recapturado.

### Vítimas
- Manuel Godoy, vigia de boate, assassinado em 15 de março de 1971
- Pedro Mastronardi, gerente da discoteca, assassinado em 15 de março de 1971
- José Bianchi, gerente de um estabelecimento, assassinado em 3 de maio de 1971
- Juan Scatonne (70), sereno de uma loja, assassinado em 24 de maio de 1971
- Virginia Rodríguez (16), assassinada em 13 de junho de 1971
- Ana María Dinardo (23), aspirante a modelo, assassinada em 24 de junho de 1971
- Raúl Del Bene, sereno de uma loja, assassinado em 15 de novembro de 1971
- Juan Carlos Rosas, vigia de uma concessionária de automóveis, assassinado em 17 de novembro de 1971
- Bem-vindo Serapio Ferrini, sereno de uma concessionária, assassinado em 25 de novembro de 1971
- Manuel Acevedo (58), vigia de uma loja de ferragens, assassinado em 3 de fevereiro de 1972
- Héctor Somoza (17), cúmplice, assassinado em 3 de fevereiro de 1972

Devido à morte de seu primeiro cúmplice Jorge Antonio Ibáñez, 17, que morreu sob circunstâncias estranhas em um acidente de trânsito em que Puch também se encontrava no veículo em 5 de agosto de 1971, ele nunca foi julgado ou condenado por este fato e por sua a morte foi listada como acidental.

## Prisão
No dia 3 de fevereiro, Robledo Puch e Somoza entraram em uma loja de ferragens em Carupá. Eles assassinaram o guarda e tentaram abrir o cofre com as chaves. Numa situação confusa, em que aparentemente Robledo Puch se assustou, atirou e matou Somoza. Tentando dificultar o reconhecimento da tarefa pelos policiais, ele pegou uma tocha e queimou o corpo de Somoza. Depois de abrir o cofre com a mesma tocha, ele coletou o saque e fugiu do local.
Ele foi preso em 4 de fevereiro de 1972, quando sua carteira de identidade foi encontrada no bolso de Somoza. Ele tinha acabado de fazer 20 anos.

## Julgamento, prisão e notícias
Em 27 de novembro de 1980, Robledo Puch foi condenado à prisão perpétua por tempo indeterminado, pena máxima na Argentina. Suas últimas palavras perante o tribunal da Câmara da 1ª Vara de Apelações de San Isidro foram: "isto foi um circo romano e uma farsa estou condenado e pré-julgado de antemão."
A declaração da perícia psiquiátrica anexada ao registro do julgamento de Robledo Puch é impressionante.
- “Vem de um lar legítimo e completo, sem condições higiênicas e morais desfavoráveis”.
- " Também não houve restrições financeiras significativas, reversões de fortuna, abandono de casa, falta de trabalho, infortúnios pessoais, doenças, conflitos emocionais, superlotação ou promiscuidade ."

Robledo Puch continua privado de liberdade em uma ala da prisão de Sierra Chica. Desde julho de 2000, ele pode solicitar liberdade condicional. Em 27 de maio de 2008 Robledo Puch solicitou sua liberdade condicional. O juiz que respondeu ao seu pedido negou-o, por considerar que não foi reformado positivamente em nenhum dos aspectos sociológicos necessários para viver em liberdade, além de não ter parentes diretos que o possam conter. Em 31 de agosto de 2011 e novamente em 30 de outubro de 2013, foi novamente negada a liberação solicitada.
Em novembro de 2013, ele pediu que a sentença fosse revertida ou executada com injeção letal, apesar de a pena de morte não poder ser aplicada na Argentina. O pedido foi infrutífero, uma vez que a Suprema Corte de Justiça da Província de Buenos Aires decidiu negar tal benefício. Em 27 de março de 2015, o Supremo Tribunal de Justiça da Nação rejeitou o recurso de apelação interposto por Carlos Eduardo Robledo Puch, contra a citada sentença que lhe negou liberdade condicional.
Ele também teve sua liberdade negada em março de 2016, quando foi questionado sobre o que faria se fosse libertado e Puch ameaçou matar a ex-presidente Cristina Fernández de Kirchner.
Em 10 de maio de 2016, depois de 44 anos de prisão, Robledo Puch deixou a prisão de Sierra Chica por um dia. Foi encaminhado para a Assessoria de Peritos de San Isidro para uma série de exames médicos, devido ao agravamento do estado de saúde. Ele foi escoltado para frente e para trás por uma dúzia de soldados.